# Radazul
Radazul es una entidad de población del municipio de El Rosario, en la isla de Tenerife —Canarias, España—.
Es el núcleo de población con más habitantes del municipio.

## Características
Se encuentra situado a aproximadamente doce kilómetros al sureste del centro municipal, a una altitud media de 128 m s. n. m.
Está formado por los núcleos de Radazul Alto, Radazul Bajo y Boca Cangrejo.

### Radazul Alto
Se sitúa al norte de la Autopista del Sur. Está compuesto por urbanizaciones, cuenta con una plaza pública, un parque infantil, un club deportivo (Radazul Sport Center) y varios comercios, entre los cuales se encuentran un veterinario, un establecimiento de comida y una tienda de tatuajes. 

### Radazul Bajo
Está localizado en la costa del municipio, formándolo urbanizaciones y chalés. Posee una oficina de correos, un centro comercial, varios parques infantiles, una oficina descentralizada del ayuntamiento de El Rosario, una comisaría de la policía local, una oficina de la Guardia civil, una farmacia, un parque público, un puerto deportivo, así como el Club de Mar Radazul y las playas de La Nea y Litoral del Rosario.

### Boca Cangrejo
Formado a su vez por los núcleos diferenciados de  Boca Cangrejo y Costa Caricia, se ubica en una estrecha franja costera entre los barrancos de Jagua y del Humilladero. Se trata de un núcleo tradicional. Cuenta con una ermita dedicada a la Virgen del Carmen, una plaza pública y un polideportivo.

## Demografía
| Año        | 2000  | 2005  | 2010  | 2015  | 2020  |
| ---------- | ----- | ----- | ----- | ----- | ----- |
| Habitantes | 3.515 | 4.804 | 4.909 | 4.930 | 4.954 |

## Fiestas
Se celebran fiestas en el núcleo de Boca Cangrejo en honor a la Virgen del Carmen en el mes de julio.

## Comunicaciones
Se accede principalmente a través de la Autopista del Sur TF-1.

### Transporte público
Cuenta con paradas de taxi en la calle de Valdés y en el Puerto Deportivo, en Radazul Bajo.
En autobús —guagua— queda conectado mediante las siguientes líneas de TITSA: 
| Línea | Trayecto                                                                     | Recorrido |
| ----- | ---------------------------------------------------------------------------- | --- |
| 111   | Sta. Cruz - Aeropuerto Sur - Los Cristianos - Costa Adeje                    | Horario/Línea                                                                                                   |
| 112   | Sta. Cruz - Arona (por Costa del Silencio)                                   | Horario/Línea (enlace roto disponible en Internet Archive; véase el historial, la primera versión y la última). |
| 115   | Sta. Cruz - Las Galletas - Costa del Silencio                                | Horario/Línea (enlace roto disponible en Internet Archive; véase el historial, la primera versión y la última). |
| 116   | Sta. Cruz - Granadilla (por El Médano)                                       | Horario/Línea (enlace roto disponible en Internet Archive; véase el historial, la primera versión y la última). |
| 120   | Sta. Cruz - Güímar (por Candelaria y el Puertito de Güímar)                  | Horario/Línea                                                                                                   |
| 121   | Sta. Cruz - Güímar (por Arafo)                                               | Horario/Línea                                                                                                   |
| 122   | Sta. Cruz - Las Caletillas - Candelaria y Polígono Industrial de Güímar      | Horario/Línea                                                                                                   |
| 123   | Sta. Cruz - Araya (por Las Caletillas y Candelaria)                          | Horario/Línea Archivado el 29 de julio de 2016 en Wayback Machine.                                              |
| 124   | Sta. Cruz - Güímar (por Candelaria y Polígono I. de Güímar)                  | Horario/Línea Archivado el 29 de julio de 2016 en Wayback Machine.                                              |
| 126   | Candelaria - Guajara (Universidad) - H. U. La Candelaria - Intercambiador SC | Horario/Línea                                                                                                   |
| 131   | Sta. Cruz - Igueste de Candelaria (por Las Caletillas)                       | Horario/Línea Archivado el 29 de julio de 2016 en Wayback Machine.                                              |
| 138   | Sta. Cruz - Tabaiba Baja (por Radazul)                                       | Horario/Línea                                                                                                   |
| 139   | Sta. Cruz - Tabaiba Baja (por Radazul)                                       | Horario/Línea                                                                                                   |
| 142   | Sta. Cruz - Urb. Añaza - Urb. Acorán - Barranco Hondo                        | Horario/Línea                                                                                                   |
| 941   | Intercambiador - Urb. Añaza - Acorán - Boca Cangrejo                         | Horario/Línea                                                                                                   |

## Lugares de interés
- Playa de La Nea
- Playa Litoral del Rosario
- Puerto deportivo de Radazul
- Sendero litoral de Radazul-Tabaiba

## Galería

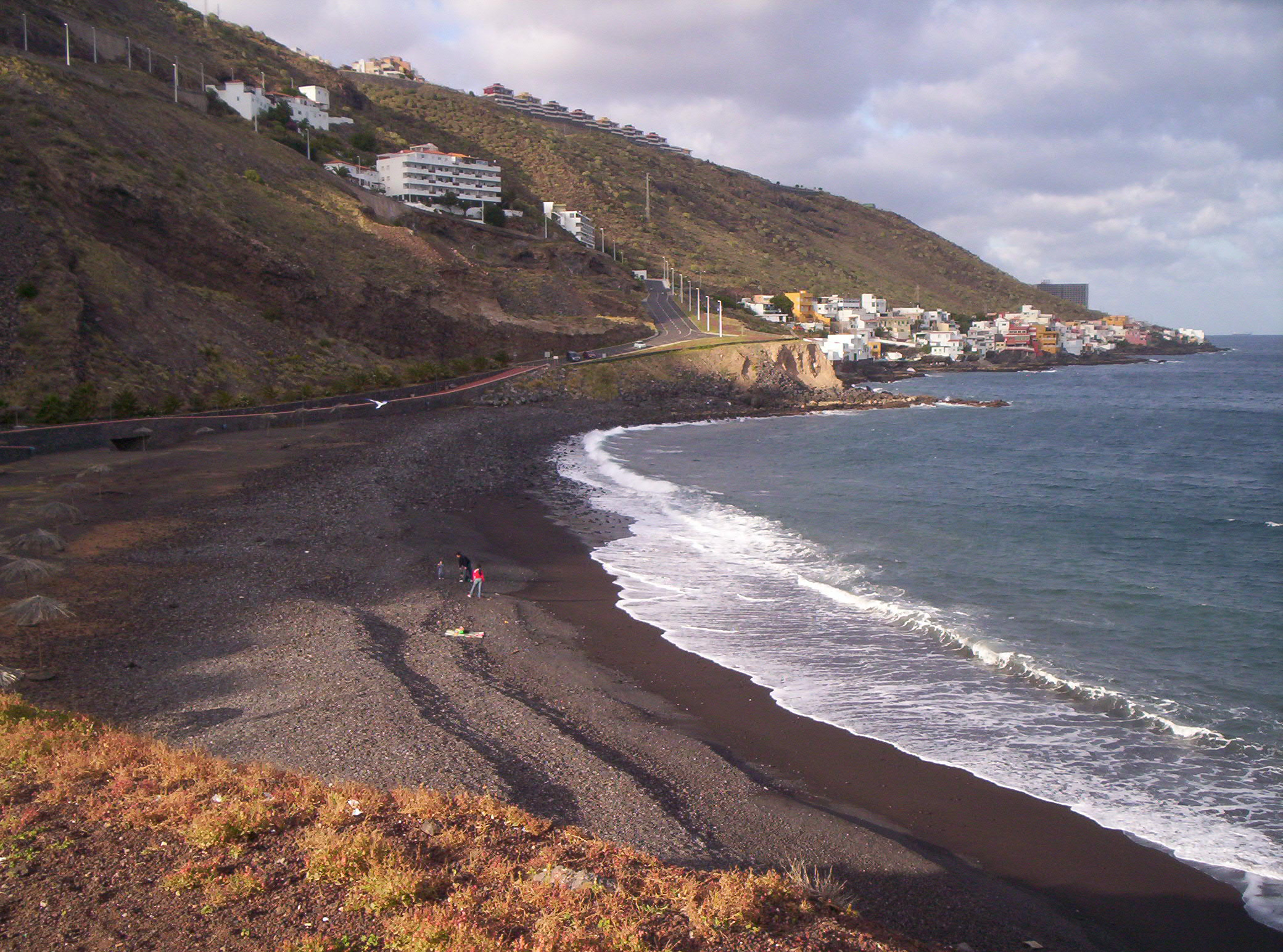
Playa de La Nea. Al fondo, el núcleo de Boca Cangrejo.